# Mary Ainsworth
Pour les articles homonymes, voir Ainsworth.
Mary D. Salter Ainsworth (Glendale (Ohio), 1er décembre 1913 - Charlottesville (Virginie), 21 mars 1999) est une psychologue du développement qui a joué un rôle important dans la théorie de l'attachement. Grâce à son expérience, la strange situation (« situation étrange »), elle a mis en évidence différents types d'attachement, qui sont le type sécure, type d'attachement optimal, et les types insécures ambivalents et évitants (fuyants).

## Biographie
Mary Ainsworth naît à Glendale (Ohio, USA) le 1er décembre 1913, l'aînée de trois filles nées de Mary et Charles Salter. Son père travaille dans une entreprise manufacturière à Cincinnati et sa mère est infirmière. En 1918, à la suite d'une mutation professionnelle de son père, la famille déménage à Toronto (Ontario, Canada), où Ainsworth passera le reste de son enfance.
Mary Ainsworth est une enfant précoce : elle commence à lire à l'âge de trois ans et entame ses études à l'Université de Toronto à l'âge de 16 ans ; elle est l'une des cinq seules étudiantes à être admises au cours spécialisé en psychologie.
Mary Ainsworth fait ses études de psychologie à l'université de Toronto, où elle obtient sa licence en 1935, son master en 1936 et son doctorat en 1939 sous la direction de William E. Blatz.
Après avoir obtenu son diplôme, elle reste à l'Université de Toronto en tant qu'enseignante avant de rejoindre le Canadian Women's Army Corps en 1942, au sein duquel elle atteint le grade de major en 1945.
Après la guerre, Mary Ainsworth retourne à Toronto pour continuer à enseigner la psychologie. Elle épouse en 1950 Leonard Ainsworth, un étudiant diplômé du département de psychologie de l'Université de Toronto, et déménage à Londres pour lui permettre de terminer son doctorat à l'University College. Bien qu'ils divorcent en 1960, les 10 années passées à accompagner Leonard à différents endroits pour sa carrière donnent à Mary l'occasion de rencontrer et de travailler avec de nombreux psychologues influents, dont John Bowlby. À l'occasion d'un déménagement à Kampala, en Ouganda, elle fait sa première observation "mère-enfant".
Après avoir occupé de nombreux postes universitaires, dont un long poste à l'université Johns Hopkins, elle s'installe finalement en 1975 à l'université de Virginie, où elle reste jusqu'en 1984. À partir de ce moment, elle devient professeure émérite et reste active jusqu'en 1992.
Ainsworth reçoit de nombreuses distinctions, dont en 1984 le prix G. Stanley Hall de l'Association américaine de psychologie (APA) pour la psychologie du développement, en 1985 le prix pour contributions distinguées au développement de l'enfant, et en 1989 le prix de contribution scientifique distinguée de l'Association for Psychological Science. Elle est élue membre de l'Académie américaine des arts et des sciences en 1992.
Mary Ainsworth décède le 21 mars 1999, à l'âge de quatre-vingt-cinq ans, des suites d'un accident vasculaire cérébral.
Elle figure à la 97e place de la liste des cent principaux psychologues du XXe siècle, établie en 2002 par la Review of General Psychology (en).

## Expérience de La Situation Étrange (Strange Situation).
En 1965, Ainsworth conçoit la procédure de situation étrange comme un moyen d'évaluer les différences individuelles dans le comportement d'attachement, en analysant la réaction de l'individu face au stress.
Cette procédure est divisée en huit épisodes, d'une durée de trois minutes chacun. Dans le premier épisode, l'enfant et sa mère (figure d'attachement) pénètrent dans un environnement de laboratoire agréable, avec de nombreux jouets. Au bout d'une minute, une personne inconnue entre dans la pièce et tente lentement de faire connaissance. La mère laisse l'enfant avec l'étranger pendant trois minutes, puis revient. Elle part une deuxième fois, laissant l'enfant seul pendant trois minutes ; c'est alors l'étranger qui entre et offre de réconforter l'enfant. Enfin, la mère revient et reçoit l'ordre de venir chercher l'enfant. Au fur et à mesure que les épisodes augmentent le stress du nourrisson par incréments, l'observateur peut observer les changements de comportement du nourrisson, en particulier l'interaction des comportements d'exploration et d'attachement, en présence et en l'absence du parent.
Sur la base de leurs comportements, les 26 enfants (de 12 mois) de l'étude originale d'Ainsworth à Baltimore sont classés en trois groupes : attachement sécure, attachement insécure ambivalent/anxieux et attachement insécure évitant. Chacun de ces groupes reflète un type différent de relation d'attachement à la mère et manifeste différentes formes de communication, de régulation des émotions et de manière de répondre aux menaces perçues, :
- Attachement sécure - Un enfant avec ce type d'attachement à sa mère explore librement pendant qu'elle est présente, l'utilisant comme une « base sûre » à partir de laquelle explorer. L'enfant s'engage avec l'étranger lorsque la mère est présente, et est visiblement bouleversé lorsqu'elle part, mais heureux de la voir revenir.

- Attachement insécure ambivalent - Les enfants classés anxieux-ambivalents/résistants montrent de la détresse avant même la séparation, et sont collants et difficiles à réconforter au retour du soignant. Ils montrent soit des signes de ressentiment en réponse à l'absence, soit des signes de passivité impuissante. Dans l'échantillon original d'Ainsworth, les six enfants de ce type montrent tellement de détresse au cours de l'expérience de la situation étrange que les observations doivent être interrompues.

- Attachement insécure évitant - Un enfant avec le style d'attachement insécure évitant évite ou ignore la mère, montrant peu d'émotion lorsque le soignant part ou revient. L'enfant n'explore pas beaucoup, peu importe qui est là. Ainsworth et Bell (1970) émettent l'hypothèse que le comportement apparemment imperturbable des enfants évitants est en fait un masque de détresse, une hypothèse mise en évidence plus tard par des études sur le rythme cardiaque des enfants évitants.

Les critiques : 
1. L'étude met trop l'accent sur la mère et ne comporte pas de mesure d'un style d'attachement général.
2. L'étude n'a été menée qu'avec des familles américaines de la classe moyenne.

## Les pleurs du nourrisson
Cette expérience étudie la manière dont le bébé évolue dans les premiers mois en fonction de l'attention que lui porte son pourvoyeur de soins, ou parent nourricier, ici la mère. Il a été démontré depuis que ce lien peut se développer avec n'importe quel adulte, dès lors qu'il remplit la définition donnée du "caregiver", le pourvoyeur de soin ou "primary nurturing parent", parent nourricier principal.
26 couples mère-bébé sont visités toutes les trois semaines pendant quatre heures.
Le premier constat est que les pleurs des bébés sont imprévisibles : qu'il y en ait peu ou beaucoup ne permet pas de prévoir comment il pleurera plus tard. Par contre, l'attitude des pourvoyeurs de soins est très prévisible : ceux qui répondent vite et souvent aux pleurs continuent à le faire.
Le second constat est qu'il n'y a pas de lien entre la réactivité du pourvoyeur de soins et la fréquence des pleurs pendant les six premiers mois. Par la suite, plus le bébé pleure, moins son pourvoyeur de soins répond. Plus encore, le parent nourricier qui agit selon le précepte « qu'il faut laisser le bébé pleurer sinon il sera trop gâté » favorise les pleurs de leurs bébés, au lieu de les diminuer.
Aucun changement n'est notable lors du premier trimestre. Mais le reste de l'année, les bébés dont les pleurs ont suscité une réaction rapide du parent nourricier non seulement développent une très large gamme de nouveaux moyens de communication (mimiques, vocalisation, mouvements…), mais réduisent considérablement la fréquence et la durée de leurs pleurs. Cela revient à dire que laisser pleurer un bébé pour réduire ses pleurs est contre-productif.
Faute de réponse au principal moyen de communication du bébé lors des premiers mois, celui-ci a de plus grandes difficultés à élaborer d'autres moyens de communication. L'auteur conclut que la réponse aux pleurs du bébé (c'est-à-dire son mode de communication primitif) est déterminante pour le développement de modes de communication plus raffinés.
Ce résultat est tout à fait cohérent avec les observations de René Spitz sur les bébés victimes d'hospitalisme.

## Distinctions
- 1984 : prix G. Stanley Hall Award (en), de l'APA[9]
- 1989 : William James Fellow Award (en) de l'Association for Psychological Science
- 1992 : membre de l'Académie américaine des arts et des sciences

## Publications
- (en) John Bowlby, Margery Fry et Mary D. Salter Ainsworth, Child Care and the Growth of Love, Penguin Publishing Group, 1953 (ISBN 9780140202717)
- (en) Infancy in Uganda : Infant Care and the Growth of Love, Johns Hopkins University Press, 1967 (ISBN 978-0801800108)
- (en) Mary D. Salter Ainsworth et al., Patterns of Attachment : A Psychological Study of the Strange Solution, Lawrence Erlbaum Associates, 1979 (ISBN 978-0898594614)
- Mary D. Salter Ainsworth (trad. R. Richardson et R. Zazzo), « L'attachement mère-enfant », Enfance, vol. 36, nos 1-2,‎ 1983, p. 7-18 (lire en ligne, consulté le 31 octobre 2024)